# Firas Al-Khatib
Firas Al-Khatib   (Homs, 9 de juny de 1983) és un exfutbolista sirià de la dècada de 2010.
Fou internacional amb la selecció de futbol de Síria.
Pel que fa a clubs, destacà a Al-Karamah, Al-Naser, Al-Arabi, Al-Qadsia o Shanghai Shenhua.
Un cop retirat fou entrenador al club Al Karamah.